# Тифани Ту
Тифани Ту (Сан Дијего, 13. март 1988 — 22. мај 2015) била је, по Гинисовој књизи рекорда најстарија жива мачка на свету. Умрла је у доби од 27 година. 

## Живот
Тифани Ту рођена је у Сан Дијегу, 13. марта 1988. године. Њена власница Шарон Ворхес купила ју је у продавници кућних љубимаца када је имала 6 месеци. Тифани је целог живота јела морку и суву храну за мачке и већину времена је проводила у кући своје власнице. У тренутку смрти имала је 27 људских година, што износи 125 мачијих година.
Гинисова књига рекорда је почетком јуна 2015. године сазнала за њену смрт, и 4. јуна објавила је податак како још увек не знају ко је након смрти Тифани Ту преузео улогу најстарије живе мачке на свету.